# Centrum zabezpieczeń systemu Windows
Centrum zabezpieczeń systemu Windows – komponent systemowy, dołączony do Windows XP (Service Pack 2 oraz 3), Windows Vista i Windows 7, który ma za zadanie sprawdzać stan zabezpieczeń komputera. Jeśli występuje problem w zabezpieczeniach, Centrum zabezpieczeń automatycznie wyświetla „dymek” z informacją o określonym problemie i metodzie rozwiązania go.

## Ogólnie
Centrum zabezpieczeń składa się z trzech głównych części: 
- panelu sterowania
- usługi systemowej
- własnego API dostarczonego przez Windows Management Instrumentation.

Panel sterowania dzieli monitorowane ustawienia zabezpieczeń na kategorie, które mają wyświetlane jasnozielone tło lub zieloną kontrolkę, żółtą kontrolkę (tło) lub też czerwoną (albo czerwone tło).
| Kolor kontrolki lub tła | Kolor kontrolki lub tła | Znaczenie w Windows XP                 | Znaczenie w Windows Vista              |
| ----------------------- | ----------------------- | -------------------------------------- | -------------------------------------- |
|                         | Zielone                 | Działa                                 | OK                                     |
|                         | Żółte                   | Sprawdź ustawienia lub Niemonitorowane | Nieautomatyczne lub Sprawdź ustawienia |
|                         | Czerwone                | Nie działa lub Nie znaleziono          | Nie działa                             |

Większość programów antywirusowych, anty-spyware, a także m.in. zapór integruje się z Centrum zabezpieczeń za pomocą WMI. W systemie Windows Vista, niektóre elementy z Windows API mają na celu pobierać ogólny stan Centrum zabezpieczeń i otrzymywać powiadomienia o zmianie stanu zabezpieczeń komputera. Firma Microsoft oferuje sugestie, że te nowe połączenia mogą być używane przez dowolną aplikację w celu potwierdzenia, iż system jest bezpieczny przed uruchomieniem określonych akcji, np. gra komputerowa może zapewnić, że zapora sieciowa jest włączona przed próbą uruchomienia trybu wieloosobowego danej gry.

## Historia Centrum zabezpieczeń systemu Windows

### Windows XP SP2
Podczas kampanii reklamowej w 2003 r. mającej na celu przywołanie do świadomości kwestii bezpieczeństwa komputera, Microsoft wyciągnął wnioski z dyskusji na ten temat, nie było nieporozumień co do tego, czy użytkownicy podjęli odpowiednie kroki w celu ochrony swoich systemów lub czy wykonane kroki były skuteczne. Od momentu tych badań, Microsoft postanowił stworzyć przejrzysty i widoczny w Panelu sterowania w systemie Windows XP z dodatkiem Service Pack 2, który będzie przekazywał informacje o najważniejszych elementach zabezpieczeń. Dodatek Service Pack 2 został wydany w sierpniu 2004 r.; wstępna wersja Centrum zabezpieczeń pozwalała tylko na monitorowanie stanu Windows Update, zapory systemowej oraz programu antywirusowego.

### Windows XP SP3
W 2008 roku została wydana nowa, polska wersja dodatku do systemu Windows XP o nazwie Service Pack 3. W porównaniu do poprzednich wersji usprawniono sprawność i wydajność systemu, jak i zintegrowano najnowsze do tamtej pory aktualizacje zabezpieczeń. Pomimo dość dużej przerwy między opublikowaniem tej wersji a poprzedniej dodatek ten nie wniósł większych zauważalnych modułów zabezpieczeń, także Centrum zabezpieczeń nie zostało zaktualizowane. Dodatek Service Pack 3 zawiera wszelkie funkcje poprzednich dodatków.

### Windows Vista
W wersji dla Visty dochodzi element wykrywający oprogramowanie do usuwania złośliwych plików wykonywalnych, monitorowanie komponentu kontrola konta użytkownika i dodatkowe ustawienia ochrony w przeglądarce Internet Explorer. Aplikacja Windows Defender, produkt Microsoftu, domyślnie instaluje się razem z systemem. Dodatkową cechą występującą tylko w systemie Windows Vista jest możliwość wyświetlania logo produktów firm trzecich, które są zarejestrowane w module Centrum zabezpieczeń.
W odróżnieniu od Windows XP, w wersjach beta systemu Windows Vista Centrum zabezpieczeń nie mogło być wyłączone lub zmieniane. Twórca oprogramowania ochronnego – firma Symantec wyraziła sprzeciw, zwracając uwagę na to, że mogłoby to spowodować pomyłki wśród użytkowników z powodu równoległego zgłaszania problemów zarówno przez Centrum, jak i przez produkty Symanteca. McAfee – kolejny twórca programów do bezpieczeństwa złożył podobne skargi. W obecnych wersjach Visty istnieje możliwość zmian ustawień Centrum zabezpieczeń.

### Windows 7
W najnowszym systemie Microsoft Windows 7 zastosowano bardzo podobne zabezpieczenia, jak w Windows Vista. Jedną z nowości jest usprawnienie funkcji „kontroli konta użytkownika”, która została poszerzona o możliwość regulacji poziomu blokowania programów, co skutkuje zmniejszeniem liczby wyświetlanych alertów. Kolejną zupełną nowością jest nowy moduł o nazwie Centrum akcji – zastępuje on Centrum zabezpieczeń znane z poprzednich wersji systemów Windows. Funkcja Centrum akcji analizuje wszelkie problemy systemu Windows, a nie, jak to było w Centrum zabezpieczeń, tylko zabezpieczenia.

## Krytyka i kontrowersje
Wstępna wersja Centrum zabezpieczeń w 2004 r., promowana przez Microsoft jako ważny krok naprzód dla zabezpieczeń Microsoft Windows, była krytykowana przez wielu ludzi i media z różnych powodów. PC Magazine prowadził serię artykułów w biuletynie zabezpieczeń pod tytułem „Windows XP SP2 Security Center Spoofing Threat”, w którym przedstawiono przykłady luk „potencjalnie pozwalających atakującemu na dostęp do danych, zainfekowania systemu lub wykorzystanie komputera ofiary do rozsyłania spamu”. Chociaż problem był banalnie łatwy do wykorzystania, w 2006 r. nie zanotowano przypadków eksploitów wykorzystujących Centrum zabezpieczeń systemu Windows.